# Idioma nafsan
El idioma nafsan, también conocido como Efate sur o Erakor, es una lengua oceánica meridional hablada en la isla de Éfaté en el centro de Vanuatu. En 2005, había aproximadamente 6.000 hablantes, los cuales vivían en aldeas costeras desde Pango a Eton. En 2006, Nick Thieberger produjo un diccionario y gramática del idioma.
El nafsan está relacionado con los idiomas nguna y lelepa. Lynch (2001) sugiere que podría formar parte de un subgrupo del sur de Vanuatu que incluya Nueva Caledonia en lugar de las lenguas vecinas de Efate, basándose en las características compartidas con las lenguas del sur de Vanuatu (incluyendo la marcación eco-sujeto, y los morfemas posesivos-singulares libres y prepuestos de 1.ª).